# لویترود
لویترود (به آلمانی: Leuterod) یک شهر در آلمان است که در وستروالدکرایس واقع شده‌است. لویترود ۸۴۴ نفر جمعیت دارد.